# 5035 Swift
5035 Swift este un asteroid din centura principală de asteroizi.

## Descriere
5035 Swift este un asteroid din centura principală de asteroizi. A fost descoperit pe 18 octombrie 1991 la Kushiro de Seiji Ueda și Hiroshi Kaneda. Asteroidul prezintă o orbită caracterizată de o semiaxă mare de 2,61 ua, o excentricitate de 0,16 și o înclinație de 13,5° în raport cu ecliptica.